# 보리스 구레비치 (1937년)
보리스 미하일로비치 구레비치(러시아어: Бо́рис Миха́йлович Гуре́вич, 1937년 2월 23일~2020년 11월 12일)는 소련의 레슬링 선수이다. 1968년 하계 올림픽 자유형 미들급에서 금메달을 획득했고 세계 선수권 대회에서 2회 우승했다.